# Antigua och Barbudas flagga
Antigua och Barbudas flagga antogs 27 februari 1967. Proportionerna är 2:3.
Flaggan har två röda fält som symboliserar viljan till förändring och nytänkande, ett vitt fält för hopp, ett blått för Karibiska havet och ett svart för ursprunget i Afrika. En gul uppgående sol symboliserar självständigheten.

## Historik
Flaggan var det vinnande bidraget till en landsomfattande tävling inför självstyret 1967 med över 600 bidrag. Det vinnande förslaget utformades av konstnären och bildläraren Reginald Samuels. När Antigua tillsammans med grannön Barbuda blev en självständig nation 1981 beslöt man att behålla Antiguas gamla flagga som nationsflagga. 1994 fastställde att solen i flaggan skulle ha 16 uddar, vara sju är fullt synliga. Även om upphovsmannen inte tänkte sig det kan de sju uddarna tolkas som symboler för de sex parish som Antigua består av, samt för systerön Barbuda.